# Pak Ka-jon
Pak Ka-jon (* 28. ledna 1986) je korejská zápasnice-judistka.

## Sportovní kariéra
V jihokorejské seniorské reprezentaci se pohybovala od roku 2005 ve střední váze do 70 kg. Připravovala se na univerzitě v Jonginu. V roce 2008 vybojovala druhým místem na domácím asijském mistrovství v Čedžu kvalifikaci na olympijské hry v Pekingu. Olympijské rozlosování jí však nepřálo. V úvodním kole nestačila na japonskou favoritku Masae Uenovou a v opravách prohrála v úvodním zápase s domácí Číňankou Wang Ťuan. Po olympijských hrách se v korejské reprezentaci přestala výrazně prosazovat a v roce 2012 ukončila sportovní kariéru.

## Výsledky
| Turnaj            | 2004         | 2005         | 2006         | 2007         | 2008         |
| Turnaj            | 18           | 19           | 20           | 21           | 22           |
| Turnaj            | střední váha | střední váha | střední váha | střední váha | střední váha |
| ----------------- | ------------ | ------------ | ------------ | ------------ | ------------ |
| Olympijské hry    | —            |              |              |              | úč.          |
| Mistrovství světa |              | —            |              | —            |              |
| Asijské hry       |              |              | —            |              |              |
| Mistrovství Asie  | —            | —            |              | —            | 2.           |
| Univerziáda       |              |              |              | 2.           |              |
| Akademické MS     | —            |              | 1.           |              |              |
| MS juniorů        | 3.           |              |              |              |              |